# Jüdischer Friedhof (Cork)

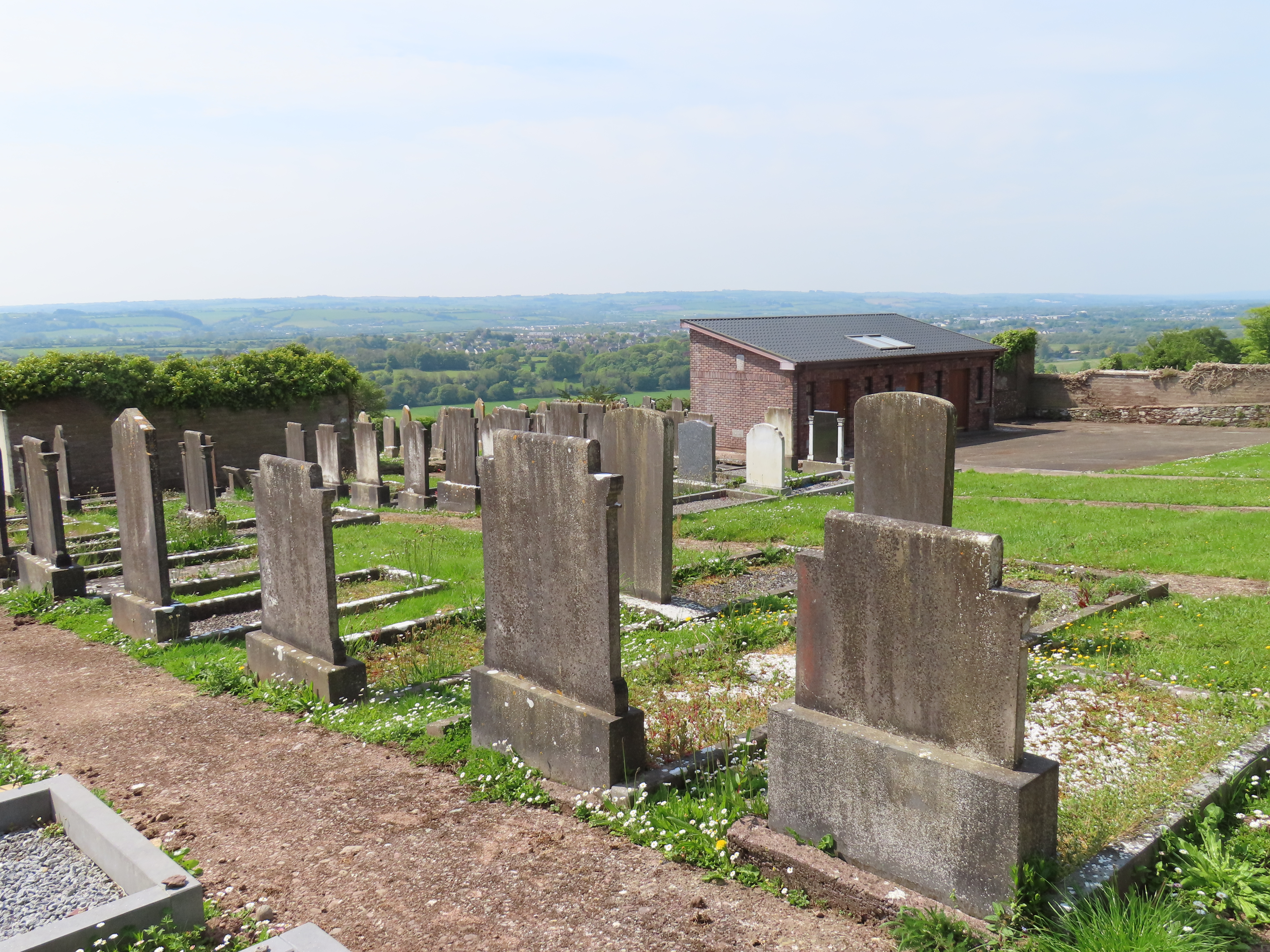
Jüdischer Friedhof in Cork mit Taharahaus

Der Jüdische Friedhof der irischen Stadt Cork liegt circa fünf km westlich des Stadtzentrums und ist auch unter dem Namen Curraghkippane Cemetery (irisch Reilig Churrach Cheapáin) bekannt. Er liegt neben dem christlichen Friedhof, von dem er durch eine Mauer getrennt ist. Von dem Friedhof aus hat man nach Süden einen Blick über das Tal des River Lee.
Das Gelände wurde von der jüdischen Gemeinde Corks 1885 erworben; die ersten Begräbnisse fanden 1887 statt. In den Jahren 1914 und 1947 wurde er erweitert. Wegen des seit Mitte des 20. Jahrhunderts erfolgten starken Rückgangs der jüdischen Bevölkerung in Cork wurden gegen Ende des Jahrhunderts Teile zurückgegeben und als christlicher Friedhof genutzt.
Der Friedhof besteht aus den zwei Teilen Old Cemetery und New Cemetery. Dazwischen steht das Taharahaus, das 2006 eingeweiht wurde.
Auf dem alten Friedhofsteil sind über 300 Gräber, darunter auch jüdische Opfer des Schiffuntergangs der Lusitania.